# Guêprei
Guêprei település Franciaországban, Orne megyében. Lakosainak száma 146 fő (2022. január 1.). Guêprei Bailleul, Coulonces, Fontaine-les-Bassets és Ommoy községekkel határos.

## Népesség
A település népességének változása:
| Lakosok száma | 155  | 148  | 146  | 138  | 136  | 135  | 133  | 139  | 146  |
|               | 2013 | 2015 | 2016 | 2017 | 2018 | 2019 | 2020 | 2021 | 2022 |